# Carl Fredrik Lemmel
Carl Fredrik Reinhold Lemmel (ursprungligen Anderson), född 24 januari 1900 i Vessige församling i Hallands län, död 11 oktober 1982 i Visby domkyrkoförsamling i Gotlands län, var en svensk militär.

## Biografi
Lemmel avlade studentexamen i Göteborg 1919. Han avlade officersexamen vid Krigsskolan 1922 och utnämndes 1923 till fänrik vid Göta artilleriregemente. Han befordrades till underlöjtnant 1925 och till löjtnant 1927. Han gick Allmänna artillerikursen vid Artilleri- och ingenjörhögskolan 1924–1926 och Högre artillerikursen där 1926–1928, varefter han var repetitör där 1928–1930. Åren 1930–1932 tjänstgjorde han vid Karlsborgs artilleriregemente och vid Artilleristaben, varpå han 1934–1937 tjänstgjorde Konstruktionsavdelningen i Militärbyrån i Artilleridepartementet vid Arméförvaltningen, befordrad till kapten 1936. År 1937 överfördes han till Göta artilleriregemente och 1937–1941 var han lärare i vapenlära vid Krigshögskolan. Han tjänstgjorde vid Norrbottens artillerikår 1941–1942 och befordrades 1942 till major i Generalstabskåren. Han var chef för Luftförsvarsavdelningen i Försvarsstaben 1943–1946, befordrad till överstelöjtnant 1945. Därtill var han militär sakkunnig i Luftskyddsinspektionen 1943–1944 och i Utrymningskommissionen 1943–1944, sekreterare i Försvarets forskningsnämnd 1943–1945 och ledamot av 1945 års civilförsvarsutredning 1945–1947. Därefter tjänstgjorde han vid Stockholms luftvärnsregemente 1946–1947 och var chef för Krigsskolan 1947–1949. År 1949 befordrades han till överste i Generalstabskåren och var chef för Krigshögskolan 1949–1952, varpå han var sekundchef vid Livregementets grenadjärer 1952–1955. Han var ställföreträdande befälhavare för III. militärområdet 1955–1960 och inträdde som generalmajor i reserven 1961. Lemmel var chef för Arméns personaldelegation 1959–1965.
Carl Fredrik Lemmel invaldes 1947 som ledamot av Kungliga Krigsvetenskapsakademien. Han var också ledamot av styrelsen för Sveriges officersförbund 1932–1942, förste vice ordförande i Örebro läns befälsutbildningsförbund 1953–1955 och ledamot av Försvarets personaldelegation 1959–1963.
Carl Fredrik Lemmel var son till lantbrukaren Johan Magnus Anderson och Elna Hansson. Han gifte sig 1929 med Margit Schillström (född 1902). Han är begravd på Norra kyrkogården i Visby.

## Utmärkelser
- Riddare av Svärdsorden, 1942.[9]
- Riddare av Vasaorden, 1946.[10]
- Riddare av Nordstjärneorden, 1951.[11]
- Kommendör av Svärdsorden, 6 juni 1953.[12]
- Kommendör av första klass av Svärdsorden, 23 november 1955.[13]